# Pleuronitis boucomonti
Pleuronitis boucomonti är en skalbaggsart som beskrevs av Emile Janssens 1937. Pleuronitis boucomonti ingår i släktet Pleuronitis och familjen bladhorningar. Inga underarter finns listade i Catalogue of Life.